# هایلند (یوتا)
هایلند (به انگلیسی: Highland) شهری در ایالت یوتا کشور ایالات متحده آمریکا است که جمعیت آن در سرشماری سال ۲۰۱۰ میلادی، ۱۵٬۵۲۳ نفر بوده‌است.